# Нерю (Фрібур)
Нерю (фр. Neyruz) — громада  в Швейцарії в кантоні Фрібур, округ Сарін.

## Географія
Громада розташована на відстані близько 36 км на південний захід від Берна, 8 км на південний захід від Фрібура.
Нерю має площу 5,5 км², з яких на 15,3% дозволяється будівництво (житлове та будівництво доріг), 57,9% використовуються в сільськогосподарських цілях, 25,7% зайнято лісами, 1,1% не є продуктивними (річки, льодовики або гори).

## Демографія
2019 року в громаді мешкало 2664 особи (+25,3% порівняно з 2010 роком), іноземців було 17,8%. Густота населення становила 482 осіб/км².
За віковим діапазоном населення розподілялося таким чином: 25,9% — особи молодші 20 років, 61,5% — особи у віці 20—64 років, 12,6% — особи у віці 65 років та старші. Було 1013 помешкань (у середньому 2,6 особи в помешканні).
Із загальної кількості 258 працюючих 15 було зайнятих в первинному секторі, 46 — в обробній промисловості, 197 — в галузі послуг.